# Cléber Santana
Cléber Santana Loureiro (Olinda, Pernambuco, 27 de junio de 1981-La Unión, Antioquia, 28 de noviembre de 2016) fue un futbolista brasileño que se desempeñó como mediocampista.

## Trayectoria
Santana comenzó su carrera profesional en el 2000 en Sport Recife. Luego pasó por el Vitória y Santos FC, siendo fichado por una temporada por el Kashiwa Reysol de la J1 League en 2005.
En el 2007, Santana fue fichado por el Atlético de Madrid, por un contrato por tres años por valor de 6 millones de euros. Aunque no fue un titular indiscutible, contribuyó con 23 partidos de liga.
Para la temporada 2008-09, Santana fue cedido al RCD Mallorca. El 9 de noviembre de 2008 marcó su primer gol en un empate 3-3 en casa contra el Athletic de Bilbao, y terminó la campaña (en la que destacó, junto a otro jugador cedido por el Atlético, José Manuel Jurado) con cinco, incluyendo goles en los triunfos por 2-1 ante el ya coronado campeón FC Barcelona, y otro la semana siguiente, en el triunfo por 3-1 ante el Real Madrid.
Cléber regresó al Atlético para la temporada 2009-10, aunque no tiene mucho rodaje durante la misma, renueva su contrato hasta 2012. A pesar de esto, en 2010 ficha por el São Paulo FC de la Serie A de Brasil, jugando 22 partidos y marcando 2 goles durante el Brasileirão del 2010
El 21 de septiembre de 2012, Santana fue anunciado en el Flamengo, alegando que el equipo "no podía permitirse el lujo de pensar en el descenso" a pesar de que estaba jugando por debajo de las expectativas generales, terminando en la 11.ª posición el Brasileirão del 2012. Firmó un contrato por dos años y el club compró el 70% de sus derechos.
En los años posteriores, Santana representó a los clubes de la Serie B, Avaí y Criciúma y también al Chapecoense en la máxima división. En este último se consolidó como capitán, ayudando al equipo a clasificar a la Copa Sudamericana 2016, en la cual el equipo llegó a la final ganándola póstumamente.

## Fallecimiento
El 28 de noviembre de 2016, Cléber, equipo técnico y compañeros de equipo del Chapecoense se dirigían desde Santa Cruz de la Sierra, Bolivia a Medellín, Colombia para disputar la final de la Copa Sudamericana 2016, cuando la aeronave del vuelo 2933 de LaMia se estrelló en el municipio de La Unión en Colombia, a pocos minutos de su destino. Él y otros 70 pasajeros en el vuelo, fallecieron.

## Clubes
| Club               | País   | Año       |
| ------------------ | ------ | --------- |
| Sport Recife       | Brasil | 2001–2003 |
| Vitória            | Brasil | 2004      |
| Kashiwa Reysol     | Japón  | 2005      |
| Santos             | Brasil | 2006–2007 |
| Atlético de Madrid | España | 2007–2008 |
| Mallorca           | España | 2008–2009 |
| Atlético de Madrid | España | 2009–2010 |
| São Paulo          | Brasil | 2010      |
| Flamengo           | Brasil | 2011–2013 |
| Avaí               | Brasil | 2013–2014 |
| Criciúma           | Brasil | 2014–2015 |
| Chapecoense        | Brasil | 2015–2016 |

- Fuentes:[2][3][13][14]

## Palmarés

### Campeonatos regionales
| Título                 | Club        | País   | Año  |
| ---------------------- | ----------- | ------ | ---- |
| Campeonato Baiano      | Vitória     | Brasil | 2004 |
| Campeonato Paulista    | Santos      | Brasil | 2006 |
| Campeonato Paulista    | Santos      | Brasil | 2007 |
| Campeonato Catarinense | Chapecoense | Brasil | 2016 |

### Campeonatos internacionales
| Título             | Equipo             | Sede            | Año  |
| ------------------ | ------------------ | --------------- | ---- |
| UEFA Europa League | Atlético de Madrid | Hamburgo        | 2010 |
| Copa Sudamericana  | Chapecoense        | América del Sur | 2016 |